# Coptops huberi
Coptops huberi es una especie de escarabajo longicornio del género Coptops, tribu Mesosini, subfamilia Lamiinae. Fue descrita científicamente por Siess en 1970.

## Descripción
Mide 18,6 milímetros de longitud.

## Distribución
Se distribuye por Sri Lanka.